# The Paris Review
The Paris Review ist eine amerikanische Literaturzeitschrift, die vierteljährlich in New York erscheint.
Das Magazin wurde 1953 in Paris von einer Gruppe junger amerikanischer Literaten um George Plimpton gegründet, der auch erster Chefredakteur war und diese Stellung bis zu seinem Tod 2003 innehatte. Seit April 2018 ist Emily Nemens Chefredakteurin des Paris Review.
Die Zeitschrift fördert und veröffentlicht jeweils aktuelle literarische Produktionen, vorwiegend, aber nicht ausschließlich von amerikanischen Autoren. Besonders bekannt ist der Paris Review für die seit der ersten Ausgabe ununterbrochen fortgesetzte Interview-Reihe mit zeitgenössischen Schriftstellern über die Grundlagen und Bedingungen ihres Schaffens.

## Programmatik
In der ersten Ausgabe des Paris Review 1953 findet sich das für die Editionen der Zeitschrift in den folgenden Jahrzehnten maßgebliche Geleitwort des Schriftstellers William Styron in einem „Brief an einen Redakteur“ (Letter to an Editor), das Magazin solle sich den Lesern wie folgt präsentieren:

“dear reader, THE PARIS REVIEW hopes to emphasize creative work – fiction and poetry – not to the exclusion of criticism, but with the aim in mind of merely removing criticism from the dominating place it holds in most literary magazines and putting it pretty much where it belongs, i.e., somewhere near the back of the book. […] I think THE PARIS REVIEW should welcome these people into its pages – the good writers and good poets, the non-drumbeaters and non-axe-grinders.”

„Lieber Leser, der Paris Review hofft, schöpferische Tätigkeit – erzählende Literatur und Lyrik – herauszustellen, nicht um die Literaturkritik auszuschließen, aber mit dem Ziel im Auge, die Kritik von der dominierenden Stellung, die sie in den meisten literarischen Magazinen einnimmt, zu entfernen und sie dorthin zu setzen, wohin sie gehört, also irgendwo in die Nähe des Buchrückens. […] Ich denke, der Paris Review sollte genau diese Leute auf seinen Seiten begrüßen – die guten Schriftsteller und guten Lyriker, die Nicht-Trommelschläger und Nicht-Streitführer [i.e.: jene, die nicht die Trommel für eine Sache rühren und die keine anderen Interessen als die literarischen vertreten].“

Diese Programmatik wurde beibehalten, der Paris Review sah fortan seine Aufgabe darin, Plattform zur Veröffentlichung literarischer Werke von jeweils aktuell interessanten Schriftstellern zu sein, Rezension und literarische Kritik sollten keine Rolle spielen. So erschienen die ersten dichterischen Werke später weltbekannter Autoren wie Adrienne Rich, Philip Roth, V. S. Naipaul, T. Coraghessan Boyle, Mona Simpson, Edward P. Jones, und Rick Moody im Paris Review, die ersten Auszüge der englischsprachigen Ausgabe von Samuel Becketts Roman Molloy wurden 1953 in der fünften Ausgabe des Magazins veröffentlicht.

## Geschichte des Magazins
Die ersten Ideen zur Gründung des Paris Review gingen auf Gespräche zwischen Peter Matthiessen und Harold „Doc“ Humes zurück: Humes gab in den späten 1940er Jahren in Paris eine wenig erfolgreiche Zeitschrift heraus, The Paris News-Post, die jenen Amerikanern Frankreich näherbringen wollte, die damals im Rahmen des amerikanischen Marshallplan-Programms nach Paris kamen. Matthiessen schlug Humes 1951 vor, die News-Post aufzugeben und eine reine Literaturzeitschrift zu starten. Matthiessen gelang es, weitere Schriftsteller zur Teilnahme zu bewegen; wichtig für die kommende Entwicklung wurde v. a. der Kontakt zu William Styron, weil dieser seinerseits seinen Schulfreund aus Kindertagen George Plimpton für das Projekt begeistern konnte.
1953 wurde dann der Paris Review in Paris von Humes, Matthiessen und Plimpton gegründet, zum erweiterten Kreis der ersten Redakteure gehörten außerdem William Pène du Bois (Grafik und Design), Thomas H. Guinzburg (Redaktionsleiter) und John P. C. Train (Redaktionsleiter). Für die Lösung der drängendsten finanziellen Probleme sorgte, dass es George Plimpton gelang, den Multimillionär Sadruddin Aga Khan als Finanzier und Gründungs-Verleger zu gewinnen, eine Rolle, die Aga Khan für die folgenden 23 Jahre übernahm.
Allerdings hatten nicht ausschließlich literarische Zusammenhänge bei der Gründung des Paris Review eine Rolle gespielt, wie sich Jahrzehnte später herausstellte: Einer der wichtigsten Ideengeber der Frühzeit des Magazins, Peter Matthiessen, eröffnete Mitte der 1960er Jahre zunächst Humes und Plimpton, dass er damals als vom amerikanischen Geheimdienst CIA bezahlter Agent in Paris war und dass die Erfindung des Paris Review seiner Tarnung diente, 2007 gab er dies erstmals öffentlich zu. Das Projekt wurde durch die CIA-Tarnorganisation Kongress für kulturelle Freiheit unterstützt, um in Frankreich eine kulturelle Orientierung am Westen zu fördern, und sollte insbesondere den Einfluss kommunistischer Gewerkschaften auf die linke Kultur zurückdrängen. Matthiessen war Student an der Yale University gewesen und von seinem Lieblings-Professor für die CIA angeworben worden; in einem Interview an der Pennsylvania State University bestätigte er das zweijährige CIA-Engagement als das einzige Ereignis seines Lebens, das er bereue.
Die Zeitschrift fand sehr schnell Anerkennung in der englischsprachigen literarischen Szene, abzulesen an der Bereitschaft von „neuen“ wie von bereits etablierten Schriftstellern zu Erstveröffentlichungen im Paris Review und der Bereitschaft zur Teilnahme an den Interviews im neu entwickelten, ungewöhnlichen Format. Der Erfolg der Zeitschrift war nicht zuletzt darauf zurückzuführen, dass es den enthusiastischen ersten Redakteuren gelungen war, mit der programmatischen Konzentration auf genuin literarische Schöpfungen eine ganz eigene Nische des Literaturbetriebs zu besetzen. Und der Erfolg hing auch damit zusammen, dass George Plimpton – neben vielen anderen Aktivitäten – die Zeitschrift zu seinem Lebenswerk machte: „I would give up my own writing before I would give up editing The Paris Review“. (Eher gäbe ich mein eigenes Schreiben auf, als dass ich die Redaktion des Paris Review aufgeben würde.)

## Die „Art of Fiction“-Interviews
Berühmt sind die umfangreichen Interviews mit zeitgenössischen Autoren – etablierten Künstlern wie „Newcomern“ des Literaturbetriebs –, die der Paris Review seit Gründung der Zeitschrift in jeder Ausgabe veröffentlichte.
Die Besonderheit der Interviews bestand von Beginn an darin, dass den interviewten Autoren ungewöhnlich viel Platz eingeräumt und Zeit gegeben wurde, die poetologischen und biografischen Grundlagen ihrer Kunst im persönlichen Gespräch zu reflektieren und zu vertiefen. Die Interviews dauerten mehrere Stunden, häufig trafen sich die Interviewpartner auch zu mehreren Gesprächsrunden an verschiedenen Tagen. Zwischen Frühjahr 1953 und Herbst 2018 wurden für die bis dahin 226 Ausgaben des Magazins weit über 350 Autoren interviewt, die meisten davon aus dem amerikanischen/britischen Sprachraum.